# Pierre Héring

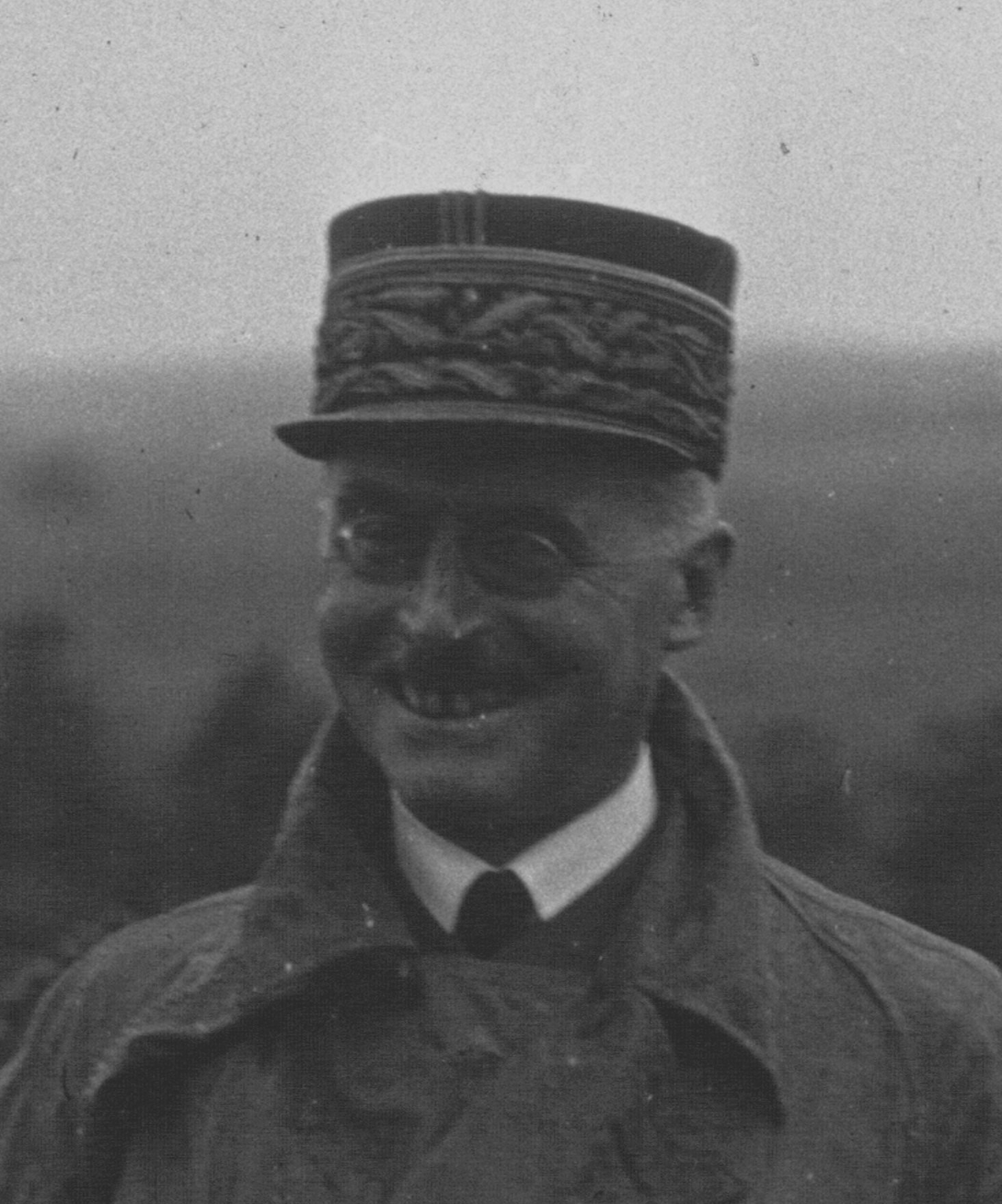
General Pierre Hoering (1932)

Pierre Héring (* 23. März 1874 in Straßburg, Reichsland Elsaß-Lothringen, heute: Département Bas-Rhin; † 16. Januar 1963 in Neuilly-sur-Seine, Département Hauts-de-Seine) war ein französischer Offizier und Militärhistoriker, der unter anderem zwischen 1926 und 1928 Kommandant der Kriegshochschule (École Supérieure de Guerre) sowie zuletzt als General (Général d’Armée) von 1939 bis 1940 Militärgouverneur von Paris war.

## Leben

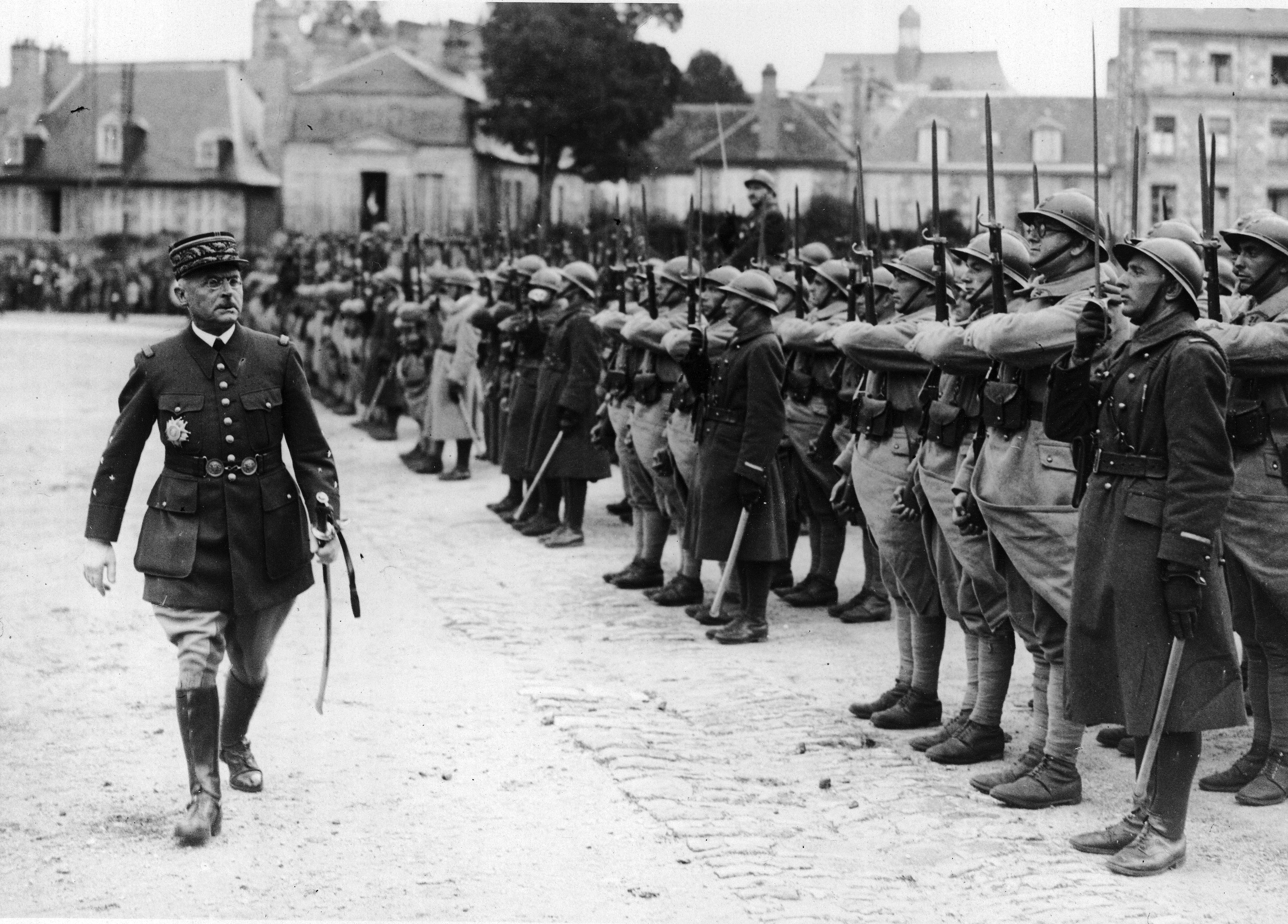
General Héring bei einer Truppenparade in Alençon (1937).

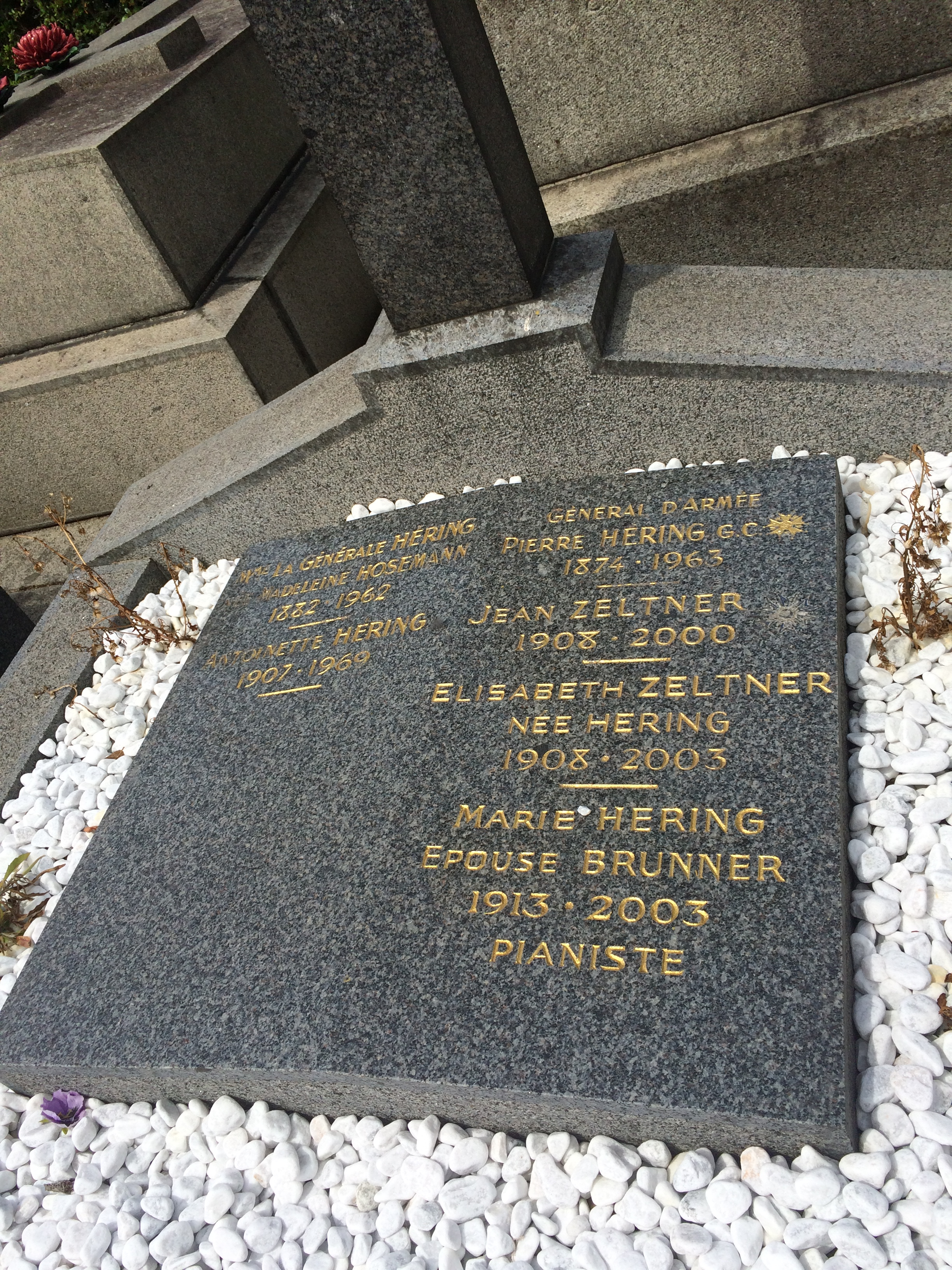
Grabstätte von General Héring auf dem alten Friedhof von Neuilly-sur-Seine.

Pierre Héring begann nach dem Besuch der École polytechnique 1894 eine Offiziersausbildung an der Artillerie- und Ingenieurschule (École d’application de l’artillerie et du génie) und wurde nach deren Abschluss in das Heer (Armée de terre) der Streitkräfte (Forces armées françaises) übernommen. Nach zahlreichen Verwendungen wurde er Hauptmann (Capitaine) im Generalstab und als solcher am 11. Juli 1912 Ritter der Ehrenlegion. Während des Ersten Weltkrieges erhielt er am 22. Dezember 1916 zunächst den zeitlich befristeten Rang eines Oberstleutnant und wurde am 7. Juli 1916 zum Oberstleutnant (Lieutenant-colonel) befördert. Er war 1917 für einige Zeit Chef des Stabes der Heeresgruppe Ost (Groupe d’armées de l’Est) unter dem Befehlshaber General Noël de Castelnau sowie im Anschluss zwischen April 1917 und Juni 1918 Kommandeur der Artillerie der 58. Infanteriedivision (58e Division d’infanterie). Während er in den letzten Kriegsmonaten seit Juni 1918 Kommandeur der Artillerie der 71. Infanteriedivision (71e Division d’infanterie) war, erhielt er am 8. September 1918 den zeitlich befristeten Rang eines Oberst und war als Nachfolger von General Paul Gabriel Barbier zwischen dem 20. April und dem 5. September 1919 selbst für einige Zeit Kommandeur der 71. Infanteriedivision.
In der Zwischenkriegszeit übernahm Héring am 22. Oktober 1919 den Posten als Chef des Stabes der Rheinarmee (Armée française du Rhin) und behielt diesen bis zum 7. Oktober 1922, wobei er am 11. Juli 1920 zum Oberst (Colonel) befördert wurde. Für seine Verdienste in dieser Verwendung wurde er zudem per Dekret vom 26. Februar 1921 mit Wirkung zum 16. Juni 1920 Offizier der Ehrenlegion ernannt. Im Anschluss fungierte er zwischen dem 7. Juli 1922 und dem 4. Februar 1926 als Chef des Stabes der Heeresinspektion und erhielt als solcher am 19. Dezember 1924 seine Beförderung zum Brigadegeneral (Général de brigade). Am 4. Februar 1926 übernahm er von Generalmajor Julien Dufieux das Amt als Kommandant der Obersten Kriegsschule (École Supérieure de Guerre) und verblieb dort bis zum 14. Dezember 1928, woraufhin Generalmajor Gaston Duffour ihn ablöste. In dieser Verwendung erfolgte am 7. Dezember 1928 auch noch seine Beförderung zum Generalmajor (Général de division), woraufhin er am 14. Dezember 1928 Kommandeur der 15. Infanteriedivision (15e Division d’infanterie) wurde. Er hatte dieses Kommando bis zum 5. Januar 1931 inne und wurde anschließend von General Benoît Besson abgelöst.
Am 5. Januar 1931 wurde Pierre Héring bei gleichzeitiger Beförderung zum Generalleutnant (Général de corps d'armée) als Nachfolger von Generalleutnant Julien Dufieux Kommandeur der 7. Militärregion (7e Région militaire) in Besançon und behielt diese Funktion bis zum 17. Mai 1935. Für seine Verdienste wurde er zudem durch Dekret vom 24. Dezember 1931 zum Kommandeur der Ehrenlegion ernannt. Nach seiner Beförderung zum General (Général d'armée) löste er am 17. Mai 1935 General Camille Walch als Militärgouverneur von Straßburg (Gouverneur militaire de Strasbourg) ab und übte dieses Amt bis zum 23. März 1939 aus, woraufhin General Aubert Frère seine Nachfolge antrat. Er war gleichzeitig vom 15. Mai 1935 bis zum 23. März 1939 Mitglied des Obersten Kriegsrates (Conseil supérieur de la Guerre) und wurde per Dekret vom 2. Juli 1936 zum Großoffizier der Ehrenlegion ernannt.
Nachdem Pierre Héring am 23. März 1939 in den Ruhestand getreten war, wurde er am 6. August 1939 kurz vor Ausbruch des Zweiten Weltkrieges in den aktiven Militärdienst zurückbeordert. Daraufhin löste er am 6. September 1939 General Gaston Billotte als Militärgouverneur von Paris (Gouverneur militaire de Paris) ab. Nach Beginn des Westfeldzuges (10. Mai bis 25. Juni 1940) wurde er außerdem im Juni 1940 Kommandeur der Armee von Paris. Nach dem Waffenstillstand von Compiègne am 22. Juni 1940 erhielt er durch Dekret vom 28. Juni 1940 auch noch das Großkreuz der Ehrenlegion und trat am 31. Juli 1940 endgültig in den Ruhestand.
Héring verfasste mehrere autobiografische geprägte Bücher zur Kriegs- und Militärgeschichte sowie zum Vichy-Regime unter dem Marschall von Frankreich Philippe Pétain. Nach seinem Tode wurde er auf dem alten Friedhof von Neuilly-sur-Seine beigesetzt.

## Veröffentlichungen
- La grande iniquité, Les Éditions Nouvelles, 1948
- Révision, Mitautor Commandant Le Roc’h, Les Îles d’Or, Paris, 1949
- La vie exemplaire de Philippe Pétain. Chef de guerre, chef d’état, martyr, Éditions Paris-Livres, Paris, 1956

## Hintergrundliteratur
- François de Lannoy: Pierre Héring. Un général anticonformiste avec Pétain et De Gaulle, ES éditions Sutton, Tours 2018